# 盧邦島
卢邦岛（英語：Lubang Island）位于菲律宾西北部，马尼拉湾和科雷希多岛的西北方向。是在民都洛岛以北卢邦群岛中最大的岛屿，大约在马尼拉西南150（93英里）处。卢邦群岛包含七个岛屿。卢邦岛上有两个直轄市辖区，最大的居住区是坐落在岛屿西北端的卢邦城，城中心大约在岛上唯一的安全锚点蒂利克港（英語：Tilik Port）西北方8英里（13）处。岛的东南半部是盧克市的辖区。卢邦群岛拥有独特的地貌特征，使其具有独特（而且濒危）的生物种群。

## 地理
卢邦岛面积大约为125平方（48平方英里），长超过25（16英里），宽超过10（6.2英里），是菲律宾第34大岛，是卢邦群岛四个主岛之一。在卢邦群岛中，卢邦岛西北隔一条3（1.9英里）的宽峡与主岛卡布拉岛相望，东南方向是另两个主岛安比尔岛与古洛岛，群岛中另三个小岛分别是塔利纳斯岛、马拉瓦端岛和曼达维岛。

## 历史
这些岛屿上最初定居着一些原住民，这些原住民族是现在他加祿人的前身。西班牙人曾在卢邦岛上，蒂利克港出口的西面建造名为“圣维森特堡”（英語：the San Vicente Bastion）的堡垒。太平洋战争后，当同盟国攻入菲律宾时，日本陆军情报人员小野田寬郎藏身于卢邦岛的丛林中，进行针对美国的游击战，后也与菲律宾军队和警察部队(国家宪兵)交火。尽管飞机向他躲藏的地区洒下传单，但他坚信战争尚未结束而拒不投降。1974年3月，二战结束29年之后，他奉命放下武器投降。他是最后一批投降的日本士兵之一。一部名叫《小野田的战争》（英語：Onoda's War）的独立纪录片于2016年发行。该纪录片在維戈、希尔、阿格卡瓦扬和卢克周围拍摄。

## 动物
卢邦岛的特有物种是卢邦森林鼠。